# El bar
El bar és una pel·lícula espanyola del 2017 dirigida per Álex de la Iglesia i protagonitzada per Mario Casas i Blanca Suárez.

## Argument
Un dia qualsevol, a plena llum del dia, un brossaire surt de prendre el seu esmorzar en un bar del centre de Madrid. Seguidament algú li dispara al cap i aquest cau a terra. Un segon client surt a auxiliar la víctima i també li disparen al cap. Les persones de dins del bar començaran a fer-se preguntes.

## Repartiment
- Mario Casas és Nacho
- Blanca Suárez és Elena
- Terele Pávez és Amparo
- Carmen Machi és Trini
- Secun de la Rosa és Sátur
- Jaime Ordóñez és Israel
- Diego Braguinsky és oficinista